# Мій злочин
«Мій злочин» (фр. Mon crime) — французький комедійний детектив 2023 року режисера Франсуа Озона з Надією Терешкевич і Ребеккою Мардер у головних ролях. Дія фільму розгортається в 1930-х і розповідає про акторку, яка стає відомою після того, як її виправдали у вбивстві з метою самозахисту. Це вільна адаптація однойменної п'єси 1934 року, яка також двічі була адаптована до американських фільмів 1937 та 1946 року.

## Сюжет
Дві подруги — акторка Мадлен Вердьє й адвокатка Полін Молеон — живуть разом у квартирі в бідному районі Парижа. У них проблеми з роботою й борги за оренду. Мадлен зустрічається з продюсером у надії отримати роль, але той хоче, щоб вона стала його коханкою. Вона виривається й тікає.
Того ж дня бойфренд Мадлен — Андре Боннар, який не бажає працювати, ділиться з нею планом одружитися з багатійкою, а Мадлен залишити коханкою.
До подруг приходить інспектор і повідомляє, що після візиту Мадлен продюсера було вбито, а також викрадено велику суму грошей. Усе вказує на те, що Мадлен — головна підозрювана. Поки подруги йдуть у кінотеатр, інспектор повертається до квартири, де знаходить пістолет. Під час допиту Мадлен спочатку заперечує свою вину, та коли слідчий висуває різні версії подій і покарання, Полін обирає ту, за якою її виправдають у вбивстві з метою самозахисту. До того ж це стало б непоганою рекламою для акторки та її подруги-адвокатки.
Мадлен і Полін перетворюють процес на символ гноблення чоловіками жінок, і журі виправдовує Мадлен. Після цього вона отримує популярність, прихильників, розкішне життя й найкращі ролі, за які не треба спати з продюсерами.
Раптом до подруг приходить жінка — Одетт Шометт, яка пояснює, що вона справжня вбивця продюсера. Одетт — колишня зірка німого кіно, яка лишилася без роботи. Вона вважає, що Мадлен із Полін забрали всю її славу, це вона мала бути на їх місці, тож Одетт вимагає в них хоча б гроші. Вони не можуть їй заплатити, і вона йде до слідчого, де зізнається в убивстві. Але той відмовляється поновлювати закриту справу і пропонує натомість взяти на себе якесь із нерозкритих убивств.
Одетт планує зробити заяву для преси. Це може зашкодити репутації Мадлен, тому вона йде за допомогою до архітектора Пальмареда, який заробив багато грошей завдяки смерті продюсера. Мадлен пропонує йому своє тіло, та він відмовляється й допомагає просто так. Вона переконує його вкласти частину грошей у бізнес батька Андре. Мадлен і Полін пояснюють батькові Андре, що Мадлен не є вбивцею. За допомоги Пальмареда та власної чарівності вони переконують його підтримати шлюб і заплатити Одетті.
Одетта також отримує роль у п'єсі Мадлен, яку переписали для неї. Це дає п'єсі нове закінчення: Одетта стріляє в продюсера, щоб урятувати Мадлен від зґвалтування, але потім Мадлен робить останній смертельний постріл.

## У ролях
| Актор            | Роль             |
| ---------------- | ---------------- |
| Надя Терешкевич  | Мадлен Вердьє    |
| Ребекка Мардер   | Полін Молеон     |
| Ізабель Юппер    | Одетт Шометт     |
| Дені Бун         | Фернан Пальмаред |
| Едуар Сюльпіс    | Андре Бонар      |
| Андре Дюссольє   | мсьє Бонар       |
| Режіс Ласпалес   | інспектор Брун   |
| Жан-Крістоф Буве | Монферран        |